# Villy-le-Pelloux
Villy-le-Pelloux ist eine französische Gemeinde mit 1009 Einwohnern (Stand: 1. Januar 2022) im Département Haute-Savoie in der Region Auvergne-Rhône-Alpes. Sie gehört zum Arrondissement Saint-Julien-en-Genevois und ist Mitglied im Gemeindeverband Communauté de communes du Pays de Cruseilles. Die Einwohner werden Villois und Villoises genannt.

## Geographie
Villy-le-Pelloux liegt auf 699 m, etwa elf Kilometer nördlich der Stadt Annecy (Luftlinie). Das Dorf erstreckt sich an aussichtsreicher Lage auf einem breiten Höhenrücken südlich des Tals der Usses, am südwestlichen Rand des Hochplateaus von Bornes, im Genevois.
Die Fläche des 2,97 km² großen Gemeindegebiets umfasst einen Abschnitt im Bereich des Bornes-Plateaus. Die nördliche Grenze verläuft entlang den Usses, einem linken Seitenfluss der Rhone, der hier in einem offenen, aber deutlich in die Umgebung eingetieften Tal von Osten nach Westen fließt. Von den Usses erstreckt sich der Gemeindeboden nach Süden über einen relativ sanft geneigten Hang bis auf das Plateau von Villy, das durchschnittlich auf 720 m liegt. Die höchste Erhebung von Villy-le-Pelloux wird mit 754 m auf einer Waldhöhe südöstlich des Dorfes erreicht.
Nachbargemeinden von Villy-le-Pelloux sind Cruseilles im Norden, Groisy und Charvonnex im Osten, Saint-Martin-Bellevue im Süden sowie Allonzier-la-Caille im Westen.

## Geschichte
Villy-le-Pelloux wird zu Beginn des 15. Jahrhunderts erstmals urkundlich erwähnt. Der Ortsname ist vom gallorömischen Personennamen Villius abgeleitet und bedeutet Landgut des Villius.

## Sehenswürdigkeiten
Die Dorfkirche von Villy-le-Pelloux stammt aus dem 15. Jahrhundert, wurde später mehrfach restauriert und zeigt gotische Stilformen.

## Bevölkerung
| Jahr                       | 1962 | 1968 | 1975 | 1982 | 1990 | 1999 | 2004 |
| Einwohner                  | 123  | 159  | 153  | 232  | 293  | 457  | 474  |
| Quellen: Cassini und INSEE |      |      |      |      |      |      |      |

Mit 1009 Einwohnern (Stand 1. Januar 2022) gehört Villy-le-Pelloux zu den kleinen Gemeinden des Département Haute-Savoie. Seit Beginn der 1970er Jahre wurde dank der attraktiven Wohnlage eine deutliche Bevölkerungszunahme verzeichnet.

## Wirtschaft und Infrastruktur
Villy-le-Pelloux ist noch heute ein vorwiegend durch die Landwirtschaft geprägtes Dorf. Daneben gibt es einige Betriebe des lokalen Kleingewerbes. Zahlreiche Erwerbstätige sind Wegpendler, die in den größeren Ortschaften der Umgebung sowie im Raum Annecy und Genf-Annemasse ihrer Arbeit nachgehen.
Die Ortschaft ist verkehrsmäßig sehr gut erschlossen. Sie liegt an einer Departementsstraße, die von Allonzier-la-Caille nach La Roche-sur-Foron führt. Weitere Straßenverbindungen bestehen mit Charvonnex und Saint-Martin-Bellevue. Der nächste Anschluss an die Autobahn A41, die das Gemeindegebiet durchquert, befindet sich in einer Entfernung von rund 2 km.